# غاري أندرسون (لاعب كرة قدم أمريكية)
غاري أندرسون (بالإنجليزية: Gary Anderson)‏ هو لاعب كرة قدم أمريكية أمريكي، ولد في 22 سبتمبر 1955 في فيرفيلد في الولايات المتحدة.

## وصلات خارجية
- غاري أندرسون على موقع مرجع كرة القدم المحترفة.كوم (الإنجليزية)